# Macroglossum poecilum
Macroglossum poecilum là một loài bướm đêm thuộc họ Sphingidae, chi Macroglossum.